# Victor Harbor
Victor Harbor is een plaats in de Australische deelstaat Zuid-Australië en telt 12.528 inwoners (2006).